# هیندرسچید
هیندرسچید (به لاتین: Heiderscheid) یک منطقهٔ مسکونی در لوکزامبورگ است که در اش-سور-سور واقع شده‌است.